# The Blues Is Where It's At
The Blues Is Where It's At — студійний альбом американського блюзового музиканта Отіса Спенна, випущений у 1967 році лейблом BluesWay.

## Історія
У серпні 1966 року Отіс Спенн грав у Гринвіч-Віллиджі разом з Мадді Вотерсом і Джоном Лі Гукером в Cafe Au Go-Go (записи цих сесій вийшли під назвою Live at Cafe Au Go-Go на Bluesway Records). Альбом був записаний 30 серпня 1966 року в студії в Нью-Йорку. У записі взяли участь Джордж Сміт (губна гармоніка), Мадді Вотерс, Семмі Лоугорн і Лютер Джонсон (гітара), Мек Арнольд (бас-гітара) і
Френсіс Клей (ударні).
Альбом вийшов на лейблі Bluesway Records у 1967 році. Продюсером виступив Боб Тіл.

## Список композицій
1. «Popcorn Man» (Мак-Кінлі Морганфілд) — 2:33
2. «Brand New House» (Вуді Гарріс, Боббі Дарін) — 3:12
3. «Nobody Knows Chicago Like I Do (Party Blues)» (Отіс Спенн, Г. Спінк) — 3:25
4. «Steel Mill Blues» (Отіс Спенн) — 4:26
5. «Down on Sarah Street» (Отіс Спенн) — 3:13
6. «'Tain't Nobody's Bizness If I Do» (Персі Грейнджер, Роберт Прінс, Кларенс Вільямс) — 4:04
7. «Chicago Blues» (Портер Грейнджер, Еверетт Роббінс) — 2:41
8. «My Home Is on the Delta» (Мак-Кінлі Морганфілд) — 3:21
9. «Spann Blues» (Отіс Спенн) — 4:45

## Учасники запису
- Отіс Спенн — фортепіано, вокал
- Джордж Сміт — губна гармоніка (1, 2, 5, 6, 7, 9)
- Мадді Вотерс — гітара
- Семмі Лоугорн — гітара
- Лютер Джонсон — гітара
- Мек Арнольд — електричний бас
- Френсіс Клей — ударні

Технічний персонал
- Боб Тіл — продюсер
- Боб Арнольд — інженер звукозапису
- Чарлз Шабакон — дизайн/фотографія обкладинки
- Стенлі Денс — текст до обкладинки